# Cvišlerji
Cvišlerji – wieś w Słowenii, w gminie Kočevje. W 2018 roku liczyła 179 mieszkańców.